# Nicolás Dujovne
Nicolás Dujovne (Buenos Aires, 18 de maio de 1967) é um economista argentino, ministro da Economia de seu país durante o governo Mauricio Macri, entre janeiro de 2017 e agosto de 2019.     . 

## Biografia
Nicolás Dujovne nasceu em Buenos Aires em 18 de maio de 1967. Filho do arquiteto Berardo Dujovne, se formou em Economia pela Universidade de Buenos Aires e pela Universidade da Califórnia, além de realizar estudos de pós-graduação na Universidade Torcuato Di Tella. Ele foi professor da Universidade de Buenos Aires. 
Foi secretário do Departamento do Tesouro Nacional entre 1997 e 1998, durante a presidência de Carlos Menem. Ele também foi indicado pelo Estado para ser o diretor da Papel Prensa S. A., fabricante de papel de jornal, e representou o Ministério da Economia no Banco Central da Argentina. No setor privado, de 2001 a 2011, ele foi o economista-chefe do Banco Galicia em Buenos Aires. Também trabalhou em várias consultorias, e em 2014, fundou a sua própria empresa de consultoria financeira, especializada em macroeconomia. Ele também foi consultor do Banco Mundial em Buenos Aires e Washington, DC.
Em 26 de dezembro de 2016, após a demissão de Alfonso Prat-Gay pelo presidente Macri, Dujovne foi nomeado Ministro da Economia a partir de janeiro de 2017. Antes de assumir o cargo, fechou sua consultoria. 

## Ministro da Economia
Dujovne assumiu o cargo em 10 de janeiro de 2017, com a peso valendo US$ 16, e deixou o cargo com o peso valendo US$ 60. A dívida externa total passou de US$ 188,7 bilhões, para US$ 275,8 bilhões. Seu primeiro ano de gestão, 2017, terminou com uma inflação anual de 24,8%; O ano de 2018 terminou com um acumulado de 47,6% e uma projeção acima de 50% em 2019. Durante seu período no ministério, o desemprego subiu para 10,1% e a pobreza atingiu 32% dos argentinos. Além disso, a eliminação dos subsídios continuou aumentando as taxas de água, gás e luz, conhecidas como tarifaços.
Em 17 de agosto de 2019, Dujovne apresentou sua renúncia ao presidente Mauricio Macri no meio de uma corrida cambial que elevou o valor do dólar de US$ 45 para US$ 60 em plena recessão, com uma taxa de inflação entre as mais altas do mundo acima de 50% anual, e uma chance do risco-país atingir quase 2000 pontos, a segunda maior do mundo depois da Venezuela. 